# Pantera nebulosa de Borneo
La pantera nebulosa de Borneo (Neofelis diardi) és un fèlid que viu als boscos d'Indonèsia. Forma el gènere Neofelis juntament amb la pantera nebulosa (Neofelis nebulosa), tot i que de vegades se'l classifica al gènere Panthera.
Les taques fosques del pelatge són més grans que les de la pantera nebulosa. Pot mesurar un metre de llargada amb un metre més de cua. Pesa aproximadament 30 kg i és molt hàbil a l'hora d'enfilar-se als arbres. Té les dents canines més grans de tots els fèlids i és la segona espècie de fèlid més àgil. Té les potes relativament curtes i grosses. Neixen unes cinc cries per ventrada.
Els naturalistes el van conèixer des del segle xix, i recentment es classifica com una espècie nova, havent estat considerat com una subespècie de la pantera nebulosa. El seu pelatge és marcat amb formes irregulars ovals negres semblants a núvols, d'aquí el seu nom comú. Posseeix un cos rabassut, amb un pes d'entre 12 i 25 kg. És el major felí de Borneo. De potes curtes, flexibles, llargues ungles, és un animal molt sòlid. Les seves canines tenen 5 cm de longitud, més llargues que les de qualsevol altre felí vivents en proporció amb la mida del seu cap. La seva cua pot arribar a ser tan llarga com el seu cos, aportant equilibri.
Els hàbits d'aquesta espècie són poc coneguts a causa de les mateixes característiques nocturnes i fugisseres.
Es creu que és un animal solitari.